# John Carreyrou
John Carreyrou (/ˌkæriˈruː/)  é um jornalista e escritor franco-americano. Ele trabalhou para o The Wall Street Journal por 20 anos entre 1999 e 2019 e trabalhou em Bruxelas, Paris e Nova York. Ele ganhou o Prêmio Pulitzer duas vezes e é conhecido por ter exposto as práticas fraudulentas da empresa multibilionária de exames de sangue Theranos em uma série de artigos publicados no Journal.

## Juventude e carreira
John Carreyrou é filho do jornalista francês Gérard Carreyrou e uma mãe americana. Ele cresceu em Paris. Carreyrou se formou na Duke University em 1994 com bacharelado em ciências políticas e governo.
Após a formatura, ele ingressou na Dow Jones Newswires. Em 1999, ele ingressou no The Wall Street Journal Europe em Bruxelas. Em 2001, ele se mudou para Paris para cobrir negócios na França e outros tópicos como terrorismo. Em 2003, ele foi nomeado vice-chefe do escritório para o sul da Europa. Ele cobriu a política e os negócios da França, Espanha e Portugal. Em 2008, ele foi vice-chefe do escritório e, posteriormente, chefe do escritório de saúde e ciência em Nova York.
No final de 2015, Carreyrou começou uma série de artigos investigativos sobre a Theranos, a start-up de exames de sangue fundada por Elizabeth Holmes, que questionava sua alegação de ser capaz de executar uma ampla gama de testes de laboratório a partir de uma pequena amostra de sangue de um dedo. Holmes recorreu a Rupert Murdoch, cujo império de mídia inclui o então empregador de Carreyrou, o The Wall Street Journal, para encerrar a história. Murdoch, que se tornou o maior investidor na Theranos em 2015 como resultado de sua injeção de US$125 milhões, recusou o pedido de Holmes dizendo que "ele confiava nos editores do jornal para lidar com o assunto de forma justa". Em maio de 2018, o tratamento de Carreyrou sobre o tópico Sangue ruim: segredos e mentiras em uma startup do Vale do Silício (Bad Blood: Secrets and Lies in a Silicon Valley Startup) foi publicado pela Knopf.

## Prêmios
Em 2003, Carreyrou compartilhou o Prêmio Pulitzer de Relato Explicativo com uma equipe de repórteres do Wall Street Journal por uma série de histórias que expôs escândalos corporativos nos Estados Unidos. Carreyrou foi co-autor do artigo Controle de danos: Como Messier manteve a crise de caixa na Vivendi escondida por meses (Damage Control: How Messier Kept Cash Crisis at Vivendi Hidden for Months), publicado em 31 de outubro de 2002.
Em 2015, Carreyrou compartilhou o Prêmio Pulitzer de Jornalismo Investigativo e o Prêmio Gerald Loeb de Investigação com uma equipe de repórteres investigativos no The Wall Street Journal por "Medicare Desmascarado" (Medicare Unmasked), um projeto que forçou o governo americano em 2014 a divulgar dados importantes do Medicare mantidos em segredo por décadas, e em uma série investigativa abrangente descobriu abusos que custaram bilhões aos contribuintes.
Em 2016, Carreyrou recebeu o 67º prêmio anual George Polk em Jornalismo para Relatórios Financeiros, e o Prêmio Gerald Loeb por Beat Reporting. Sua investigação da Theranos, Inc. "levantou sérias dúvidas sobre as alegações da empresa e de sua celebrada fundadora de 31 anos, Elizabeth Holmes". De acordo com a Vanity Fair, "um relatório contundente publicado no The Wall Street Journal alegava que a empresa era, na verdade, uma farsa". Carreyrou escreveu o relatório. Seu livro intitulado Sangue ruim: segredos e mentiras em uma startup do Vale do Silício (Bad Blood: Secrets and Lies in Silicon Valley Startup) ganhou o prêmio de livro do ano do Financial Times e o prêmio McKinsey Business Book of the Year. Uma versão cinematográfica está sendo produzida, estrelada por Jennifer Lawrence, escrita por Vanessa Taylor e dirigida por Adam McKay.